# ¡Basta Ya!
¡Basta Ya! („Už toho bylo dost!“) byla španělská nevládní organizace vzniklá za účelem boje proti terorismu, ku podpoře jeho obětí a k obraně právního státu, španělské ústavy a autonomie Baskicka. ¡Basta Ya! fungovala jako protiváha ETA.

## Vznik a činnost
¡Basta Ya! vznikla v roce 1998 za podpory občanského sdružení Foro Ermua, Foro El Salvador, Denon Artea a Asociación Víctimas del Terrorismo. Skupina se vyznačovala obranou lidských práv a základních svobod, jakož i pravidelnými mírovými shromážděními a  svoláváním demonstrací. Jednou z iniciativ bylo pravidelné shromáždění v San Sebastiánu (každý první čtvrtek v měsíci). Cílem bylo přesvědčit obyvatelstvo k zavržení terorismu ETA, ale také poukázat na obtížné postavení Basků odmítajících nacionalistické myšlenky ETA.
První velká demonstrace se konala v San Sebastián 19. února 2000, a to za právo vyznávat i jiné než nacionalistické ideály, na podporu všech obětí terorismu a násilí a proti beztrestnosti pachatelů těchto činů. Navzdory výhružným plakátům namířeným proti organizátorům se protestu zúčastnilo více než 10 000 osob.
V dubnu 2001 během volební kampaně baskického autonomního území ¡Basta Ya! podpořila ústavní kandidáty Jaime Mayora Oreja a Nicoláse Redonda.
V květnu 2003 platforma vydala Manifest Aunque, v němž poukázala na nedemokratické podmínky právě proběhlých komunálních voleb v Baskicku a Navaře.
Největší akcí ¡Basta ya! byla demonstrace konající se v San Sebastiánu 13. prosince 2003 na obranu statutu autonomie Baskicka a španělské ústavy z roku 1978, které se zúčastnilo více než 100 000 lidí.

## Ocenění
V roce 2000 získala skupina Sacharovovu cenu.

## Členové
Známými členy organizace byli Joseba Pagazaurtundúa (zabitý ETA v roce 2003),  Maite Pagazaurtundúová, Consuelo Ordóñez, Mikel Azurmendi, Iñaki Ezkerra, Agustín Ibarrola, María San Gilová, Rosa Díezová či Fernando Savater.

## Časopis
Od září 2001 do dubna 2005 vydávala ¡Basta Ya! každé dva měsíce časopis Hasta Aqui.

## Zánik
Organizace byla rozpuštěna v roce 2007. Její vůdci Carlos Martinez Gorriaran, Juan Luis Fabo, Rosa Díezová a Fernando Savater vytvořili novou politickou stranu Unión, Progreso y Democracia (UPyD).